# Pierre Marie (résistant)
Pour les articles homonymes, voir Marie et Pierre Marie.
Pierre Marie (17 décembre 1907, Laneuveville-devant-Nancy, Nancy, Meurthe-et-Moselle-1999) est un des adjoints de Edouard Vigneron, chef du service des étrangers de la police de Nancy, responsable du sauvetage de Juifs à Nancy lors de la Rafle manquée de Nancy. Il est un des Justes parmi les nations.

## Biographie
Pierre Marie est né le 17 décembre 1907 à Laneuveville-devant-Nancy (Meurthe-et-Moselle).
Le 1er août 1930 à Nancy, il est nommé Gardien de la Paix.
Pierre Marie est nommé Secrétaire le 1er août 1933. Il est affecté au Service des Etrangers du Commissariat.
Il est reclassé Officier de police adjoint le 1er avril 1953.
Il est nommé Responsable du Secrétariat Central.
Pierre Marie prend sa retraite le 17 décembre 1962.

### Rafle manquée de Nancy
En juillet 1942, Edouard Vigneron aidé de ses subordonnés, dont Pierre Marie, permet à 350 Juifs étrangers de Nancy d'échapper à une rafle préparée par les autorités nazies.

## Honneurs
- Médaille d'honneur de la police nationale
- Croix de guerre 1939–1945
- Médaille militaire
- Croix du Combattant Volontaire de la Résistance
- Croix du combattant
- Juste parmi les nations (1982)[3]